# Порт-де-Шуази (станция метро)
Порт-де-Шуази (фр. Porte de Choisy) — станция линии 7 Парижского метрополитена, расположенная в XIII округе Парижа. Названа по развязке с Периферик (бывшим воротам стены Тьера). Рядом со станцией располагаются спорткомлекс Жорж-Карпентье и ателье де Шуази, обслуживающее линию 7 Парижского метрополитена.

## История
- Станция открылась 7 марта 1930 года в составе пускового участка Пляс д'Итали — Порт-де-Шуази, временно входившего в состав линии 10. 26 апреля 1931 года вместе с участком Пляс-Монж — Порт-де-Шуази станция перешла в состав линии 7.
- 16 декабря 2006 года на станции стала возможной пересадка на трамвайную линию № 3а.
- Пассажиропоток по станции по входу в 2011 году, по данным RATP, составил 3 116 890 человек[2]. В 2012 году пассажиропоток снижался до 3 097 035 человек[3], а в 2013 году — до 3 085 089 пассажиров (170 место по уровню входного пассажиропотока в Парижском метро)[4].

## Перспективы
К 2020 году планируется сооружение от станции трамвайной линии Т9 в направлении Орли-Вилль.

## Путевое развитие
С восточной стороны от станции располагается пошёрстный съезд, использовавшийся для оборота поездов в 1930—1931 годах

## Галерея

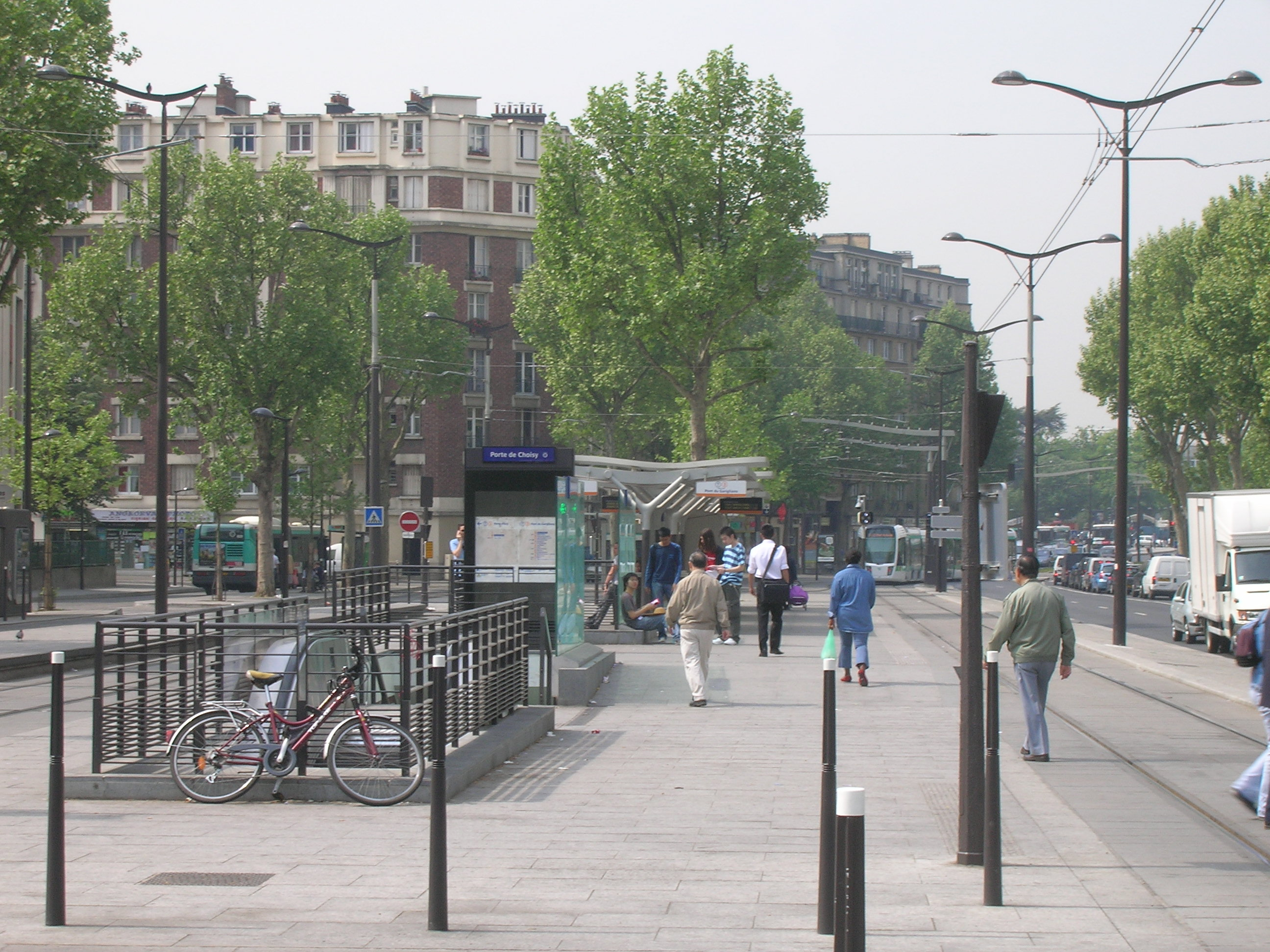
Выход на бульвар Массена и остановка трамвая № 3a